# Euphorbia graminea
Euphorbia graminea är en törelväxtart som beskrevs av Nikolaus Joseph von Jacquin. Euphorbia graminea ingår i släktet törlar, och familjen törelväxter.

## Underarter
Arten delas in i följande underarter:
- E. g. foliosa
- E. g. graminea
- E. g. novogaliciana